# Responsable d'équilibre
Un responsable d'équilibre (RE) (aussi nommé groupe-bilan en Suisse) est un opérateur de réseau de transport électrique qui signe avec le gestionnaire de réseau un contrat qui l'engage, sur un périmètre donné, à financer le coût des écarts constatés a posteriori entre l'électricité injectée et l'électricité effectivement consommée par le réseau. Les responsables d'équilibre peuvent être des fournisseurs d'électricité, des consommateurs ou des tiers (courtiers, etc.).
Le 1er février 2022, Enedis publie une liste de 68 responsables d'équilibre en France.